# Fałków
Fałków est un village polonais de la voïvodie de Sainte-Croix et du powiat de Końskie. Il est le siège de la gmina de Fałków et comptait environ 1 100 habitants en 2006.

## Histoire
L'histoire du village remonte au XIIIe siècle, lorsqu'il appartient à l'influente famille Odrowaz. Dans la première moitié du XIVe siècle, la famille change son nom pour Falkowski et, en 1340, le roi Casimir III le Grand autorise Jakub et Piotr Falkowski à transformer le village en ville, sur la base des droits de Magdebourg. Dans le Royaume de Pologne puis la république des Deux Nations, Fałków appartient au comté d'Opoczno, dans la Voïvodie de Sandomir. 
A la fin des guerres napoléoniennes, après le partage de la Pologne, Fałków devient en 1815 une partie du royaume du Congrès polonais sous tutelle russe, royaume créé en 1815 par le congrès de Vienne... 
À la suite de l' insurrection polonaise de 1863 contre l'Empire russe et ses conséquences, Fałków perd sa charte de ville (1869).
Pendant la Première Guerre mondiale, Une partie du village et son ancienne église sont détruits.